# CD34
CD34（小鼠、大鼠的同源蛋白寫作Cd34），是一類分化簇（Cluster of differentiation, CD）分子，在人體內由CD34基因編碼，主要用來鑑定造血幹細胞（HSC）等成體幹細胞。CD34化學本質爲糖蛋白，正常情況下位於細胞膜表面，功能包括參與細胞—細胞間黏附和細胞—細胞外基質（ECM）黏附。

## 功能
CD34最早於20世紀80年代由兩個課題組同時獨立發現，最初是用來鑑定一類造血幹細胞（CD34+陽性）。现在，是否表達CD34也是分離、鑑別造血幹細胞及其亚群（subpopulation）的一項重要指標。CD34为单跨膜的黏液素（Mucin）類糖蛋白，通常分佈於細胞膜表面。CD34功能複雜，至今CD34的功能仍然未完全闡明，已知的CD34分子功能主要是參與細胞黏附。

## 分佈
CD34蛋白主要表達於造血幹細胞和造血祖細胞中，同時，血管內皮細胞、一部分間充質幹細胞（MSC）也表達CD34。CD34在臍帶和骨髓中表達強度相對較高。